# 雲のじゅうたん
『雲のじゅうたん』（くものじゅうたん）は、1976年（昭和51年）4月5日から10月2日まで放送されたNHK連続テレビ小説第17作。

## 概要
浅茅陽子扮するヒロイン真琴が、大正・昭和時代に飛行士という夢に向かって奮闘する姿を伸びやかに描いている。秋田県が主な舞台となった初めての作品である。また、ロケ撮影ではフィルムが用いられている。
中条静夫演じるヒロインの父・左衛門の頑固親父と、反対されながらも夢を実現させる主人公を明るく描いて好評を得た。ナレーションの田中絹代は総集編の収録終了後の1976年12月27日に入院し、そのまま1977年3月に亡くなっている（第1回では顔出しで挨拶をしていた）。
放送期間平均視聴率は40.1%、最高視聴率は48.7%（ビデオリサーチ調べ、関東地区・世帯）。全156回。1976年12月20日から12月29日まで、45分の総集編全10回が放送された。
1976年、同タイトルで小説化本が発売された（田向正健・追島小葉・著、日本放送出版協会）。
民放に販売され再放送された初のNHKドラマである。民放で再放送されたNHKドラマとしては1967年に東京12チャンネルで放送された『おはなはん』『横堀川』『文五捕物絵図』が先であるが、このときは経営危機にあった同局を支援するための無償提供であった。また、これまでも1967年に東京12チャンネルに提供したドラマや放送番組センターを通して配給したドキュメント番組があったがそれらは非営利だった。『雲のじゅうたん』の販売は国際映画社の仲介でNHKサービスセンターとの間で1977年5月に推定2,500万円で販売契約が成立し、作家・音楽家・出演者の再放送分報酬を除いた1,000万円前後がNHKの取り分となった。
1999年10月4日から2000年4月1日まで、NHK BS2で月曜 - 土曜7時46分 - 8時1分に全156回が再放送され、2001年には、全5巻の総集編VHSビデオが発売された。
放送ライブラリーでは第1回が公開。

## キャスト
小野間真琴 → 稲葉真琴
演 - 浅茅陽子
小野間左衛門
演 - 中条静夫
小野間たき
演 - 幸田弘子
小野間千代
演 - 堀井永子
小野間直子
演 - 浅利香津代
小野間行雄
演 - 小鹿番
小野間良子
演 - 斉藤友子
小野間英子
演 - 川島ゆかり
井原高子
演 - 山田はるみ
稲葉忠裕
演 - 竜崎勝
稲葉誠
演 - 井上純一（幼少期: 演 - 古川清隆）
遠井知恵子 → 稲葉知恵子
演 - 佐野布美子
利根優
演 - 高松英郎
飛行学校校長
白川義信
演 - 船越英二
白川春子
演 - 馬渕晴子
白川信之助
演 - 辻辰行
高沢兼子
演 - 千石規子
茅野隆二
演 - 志垣太郎
海軍少尉
三吉
演 - 北村和夫（幼少期: 演 - 兼安博文）
とめ
演 - 大久保正信
加屋徳次郎
演 - 戸浦六宏
順三
演 - 鈴木公久
安藤先生
演 - 奥村公延
小林町長
演 - 小松方正
大林良平
演 - 矢崎滋
俊堂
演 - 風間杜夫
飛行訓練生
正吉
演 - 桐原史雄
その他
演 - 金井大、山崎猛、山谷初男、大山高男、矢田稔、東啓子、佐藤輝、山田康雄

## スタッフ
- 作 - 田向正健[12]
- 音楽 - 坂田晃一[12]
- 演奏 - 新室内楽協会
- 主題歌 - 「あの空へ帰ろう」（歌 - チェリッシュ）
- 制作 - 篠原篤彦[12]
- 撮影 - 森谷定政[12]
- 美術 - 水速信孝[12]
- 技術 - 門弘[12]
- 効果 - 寺田尚弘[12]
- 演出 - 北嶋隆[12]、八木雅次、澁谷康生、渡辺耕、高橋康夫[15]。
- 語り - 田中絹代[12]

## その他
ドラマに登場する複葉機の「利根号」は木村秀政が設計した。
秋田地方の方言の「へば」という言葉が使用されていたため、主人公を演じた浅茅が「へばちゃん」と呼ばれ、親しまれる。
脚本の田向正健は「あくまでもオリジナル作品で、特定のモデルはいない」としているが、初期の女性飛行士たちにも注目が集まった。またNHKは、アーカイブ放送史の作品紹介で「ヒロインのモデルとなった人物は日本初の女性飛行士をはじめ複数いたそうだ」と記している。「第二次世界大戦前の日本の女性飛行士」も参照。
第55作『ふたりっ子』の初期では、主人公の野田家で朝、登場人物が『雲のじゅうたん』を視聴している設定のシーンがあった。また、第105作『カムカムエヴリバディ』の第69回でも、主人公の大月家で登場人物が視聴するシーンが描かれている。